# Ennatosaurus
Ennatosaurus (significa «el noveno reptil») fue un  género de pelicosaurios pertenecientes a la familia Caseidae que vivieron en Rusia durante el Wordiense del periodo Pérmico. 

## Características
Ennatosaurus fue un herbívoro, posiblemente utilizó sus grandes patas delanteras para desenterrar plantas. Como todos los caseidos, Ennatosaurus tenía una cabeza pequeña comparada con su cuerpo ancho similar al de los lagartos. Su boca estaba provista de dientes romos, similares a clavijas. Convivió con otras criaturas del pérmico, como el herbívoro Nyctiphruretus y el carnívoro Biarmosuchus.
El tamaño de Ennatosaurus adulto no se conoce. Los restos fósiles muestran un animal del tamaño de un gato, pero son especímenes jóvenes. La talla de los adultos pudo haber alcanzado hasta los 6 metros, como su primo Cotylorhynchus. Ennatosaurus se conoce en un solo sitio, donde algunos ejemplares jóvenes fueron sepultados en la arena. Un cráneo perteneciente a un adulto fue encontrado entre los restos. 